# Свінянка
Свінянка (словац. Svinianka) — річка; ліва притока Райчанки, протікає в окрузі Жиліна.
Довжина приблизно 8.5-9.3 км. Витік знаходиться в масиві Сульовські гори (схил гори Кечка) на висоті приблизно 600 метрів.
Протікає територією села Летавська Свінна-Бабков. Впадає в Райчанку на висоті приблизно 445 метрів.